# Báo châm biếm
Báo châm biếm hoặc báo trào phúng là một loại phương tiện truyền thông in ấn hoặc báo mạng sử dụng nghệ thuật châm biếm - mỉa mai như một phương tiện thông tin và ngôn luận. Xuất hiện ở Pháp trong suốt cuộc Cách mạng Pháp (1789), nó đã lan sang châu Âu trong thế kỷ thứ 19. Ở châu Phi, nó xuất hiện ở cuối của thế kỷ thứ 19 và phát triển nhanh chóng trong những năm 1990.

## Phong cách
Châm biếm đưa ra một hình ảnh cố tình bóp méo sự thật, và đó là một mục tiêu của báo chí châm biếm. Mục đích chung bức tranh biếm họa, ban đầu được dùng trong báo chí châm biếm trước khi nó lây lan đến báo chí nói chung. Nhưng nếu "nền tảng của phương pháp của báo chí trào phúng là đặt trần, một cách khôi hài, khiếm khuyết, một khiếm khuyết, một lời nói dối đề cập ở xã hội". Souleymane Bah giải nghĩa trong một luận án vào năm 2004: "báo chí châm biếm không phải là mục đích duy nhất của giải trí: nó là cuối cùng tố cáo qua và lỗi lầm đạo đức quan sát thấy trong xã hội"